# 日立自動車交通
日立自動車交通株式会社（ひたちじどうしゃこうつう）は、乗合バス・貸切バス・乗合タクシー・福祉タクシーを運行する日本の企業。タクシー事業者として1960年に創業し、2000年代以降乗合バス事業へ進出。創業からの一般タクシー・ハイヤー事業は2003年に分社化して日立自動車交通グループとして継続している。

## 概要
日立自動車交通の本社は、東京都足立区綾瀬に所在する。
日立自動車交通グループは日立自動車交通株式会社、タクシー・観光タクシー・ハイヤー事業を行う日立自動車交通第二株式会社・日立自動車交通第三株式会社、自動車整備事業を行う日立オートサービス株式会社などから構成されている。
社名に「日立」を称するが、日立グループとの関係はない。

## グループの事業内容

### バス事業
日立自動車交通株式会社により、乗合バス・観光バス・特定バス事業を行う。1990年（平成2年）に特定バスの免許を受ける。1996年（平成8年）より一般貸切バス（観光バス）を運行開始。2000年（平成12年）、東京23区内のコミュニティバス運行受託により乗合バス事業に進出。その後自社運行の一般路線バスも2路線を開業している。
コミュニティバスは2000年（平成12年）に足立区の「はるかぜ」を受託したのが最初で、現在では「はるかぜ」のほか台東区「めぐりん」、文京区「Bーぐる」、中央区「江戸バス」、北区「Kバス」、葛飾区「さくら」、千代田区「風ぐるま」の7区で運行している。
かつては葛飾区で「レインボーかつしか」を運行していたが、運行休止中。足立区「はるかぜ」の一部路線も廃止となっている。
東京都千代田区九段南の千代田区役所3階に千代田営業所があり、「風ぐるま」の運行管理や定期券販売業務が行われている。
自社運行路線としては、「晴海ライナー」（晴海トリトンスクエア - 有楽町駅 - 東京駅八重洲口 - 日本橋高島屋）、「AKIBA SHUTTLE」（秋葉原 - 浅草雷門 ・ 東京スカイツリータウン前）がある（AKIBA SHUTTLEは運行休止中）。
観光バスは大型バス、マイクロバスを保有する。

### 福祉事業
日立自動車交通株式会社によって、特別支援学校の送迎バス（スクールバス）、福祉ハイヤー、民間救急車を運行している。またバリアフリー観光バスとして、車いすのまま乗れるリフト付き大型観光バスを保有する。

### タクシー・ハイヤー事業
タクシー・ハイヤー事業は1960年の創業以来日立自動車交通として行っていたが、2003年に日立自動車交通第二株式会社と日立自動車交通第三株式会社を設立し分社化した。
日立自動車交通第二は東京都足立区（本社と同じ場所）、日立自動車交通第三は東京都葛飾区金町に所在し、いずれも日本交通グループと業務提携する。車体表記はどちらも「HITACHI KOTSU」で、第二・第三で区別はない。2005年まで藤田無線に加盟しており、その当時の車体表記は「日立交通」であった。当時のロゴは車体表記としてはハイヤーにのみ現存する。
1998年に東京都内で初めて観光タクシーの運行を開始している。
2024年（令和6年）1月17日より、GOアプリ専用車「GO Reserve」の運行を日立自動車交通第二において開始。

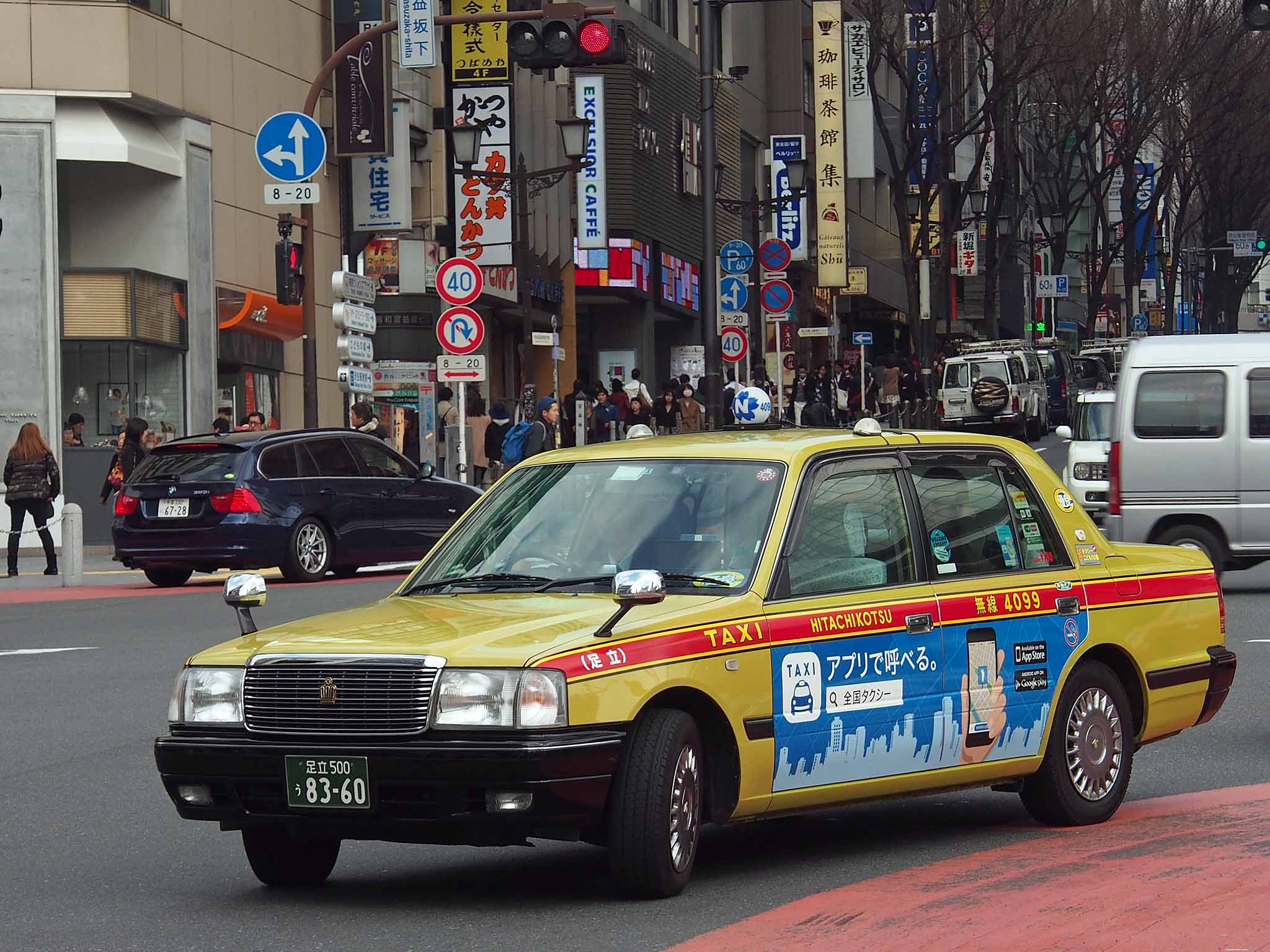
タクシー事業は日本交通グループに加盟する
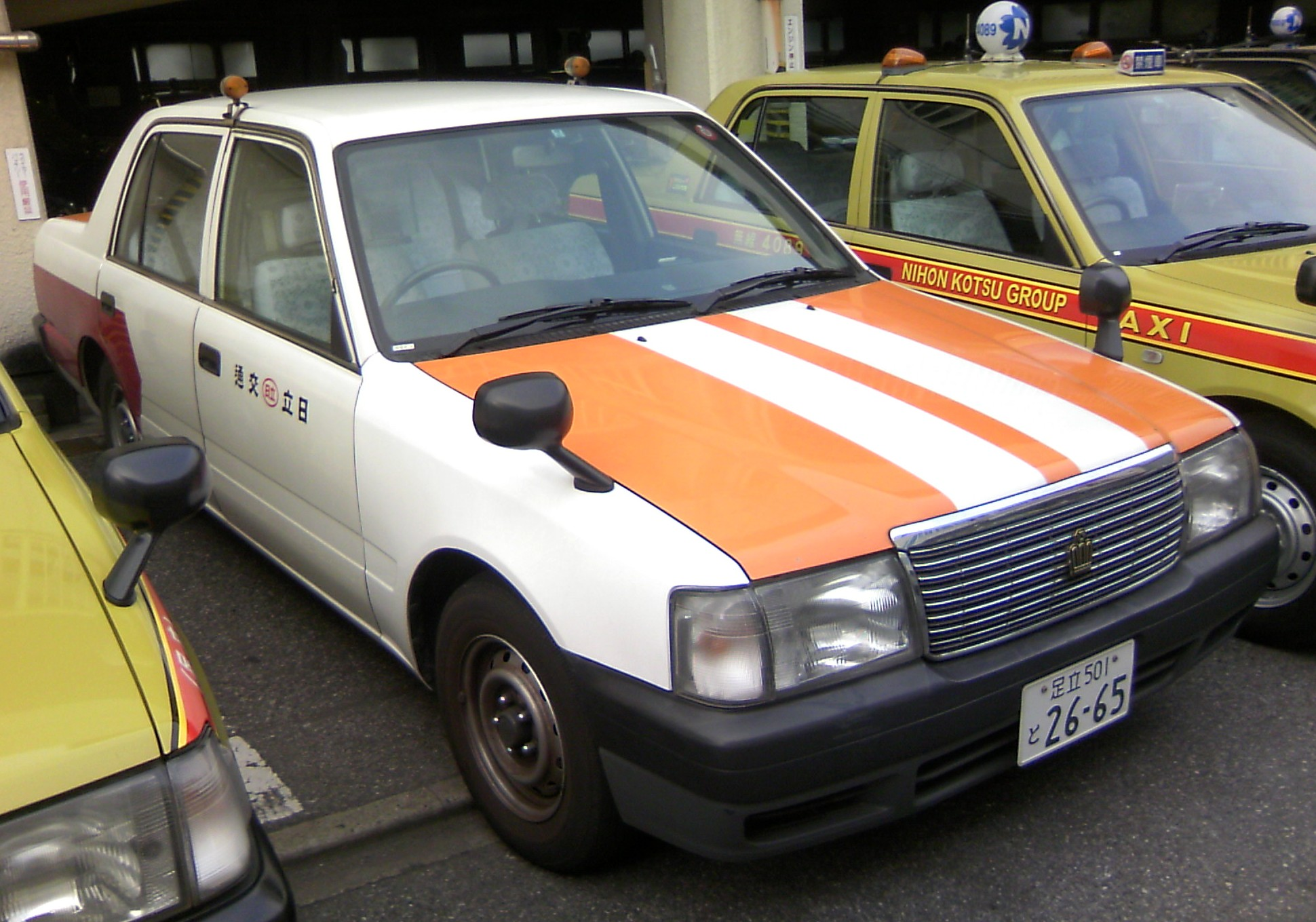
旧藤田無線色
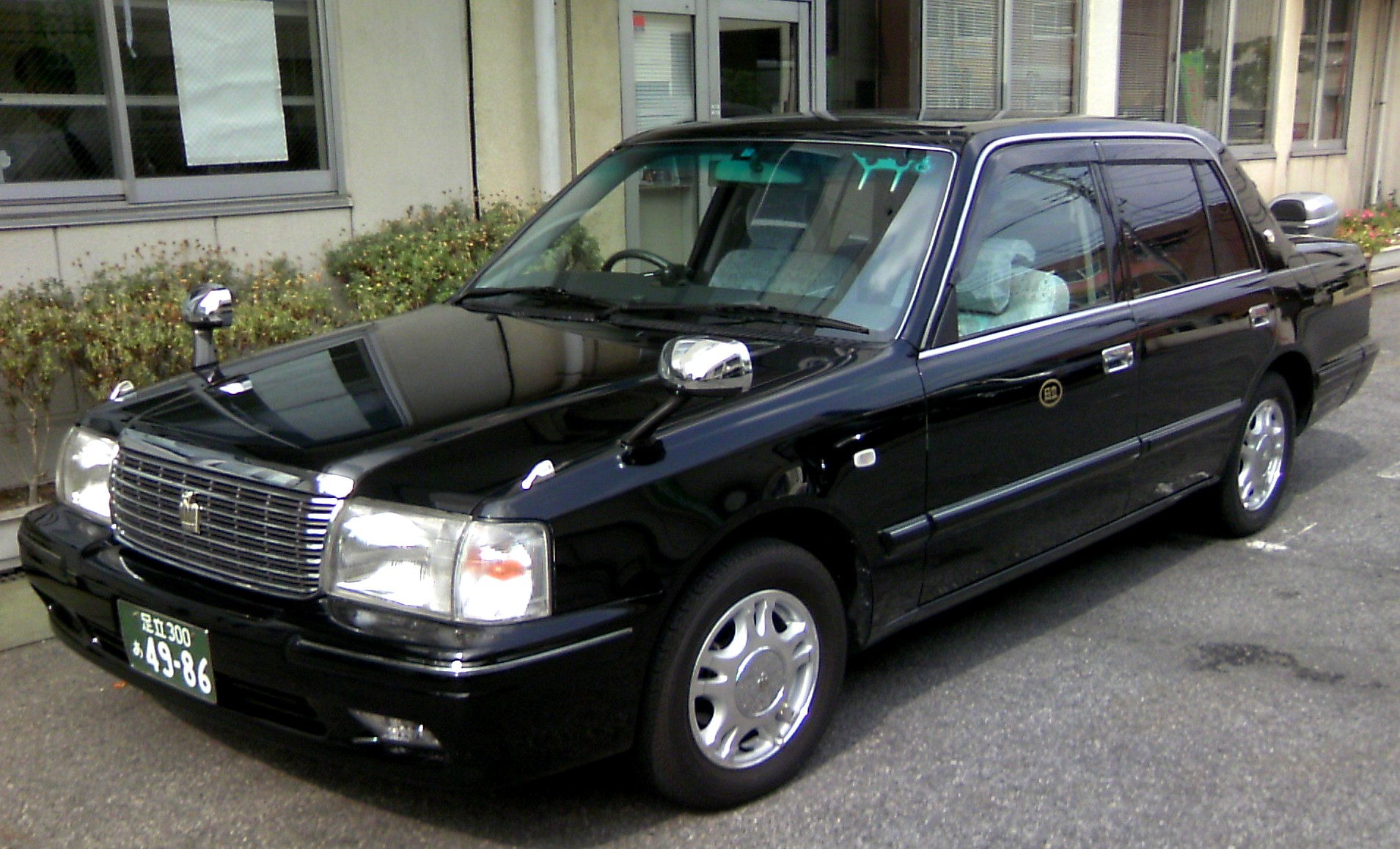
日立自動車交通のハイヤー

### その他のグループ事業
- 日立オートサービス株式会社 - 自動車整備・車検・修理・鈑金及び塗装・販売、保険代理
- 株式会社エイチ・アイ - 保険代理業務
- 日立自動車株式会社 - 経理・財務・総務・人事に係るシェアードサービス
- 日立福祉自動車有限会社 - 福祉送迎バス等における介助、補助及び見守り業務

過去には、「日立冷凍倉庫株式会社」が足立区入谷で冷凍倉庫業を行っていた。

## 沿革

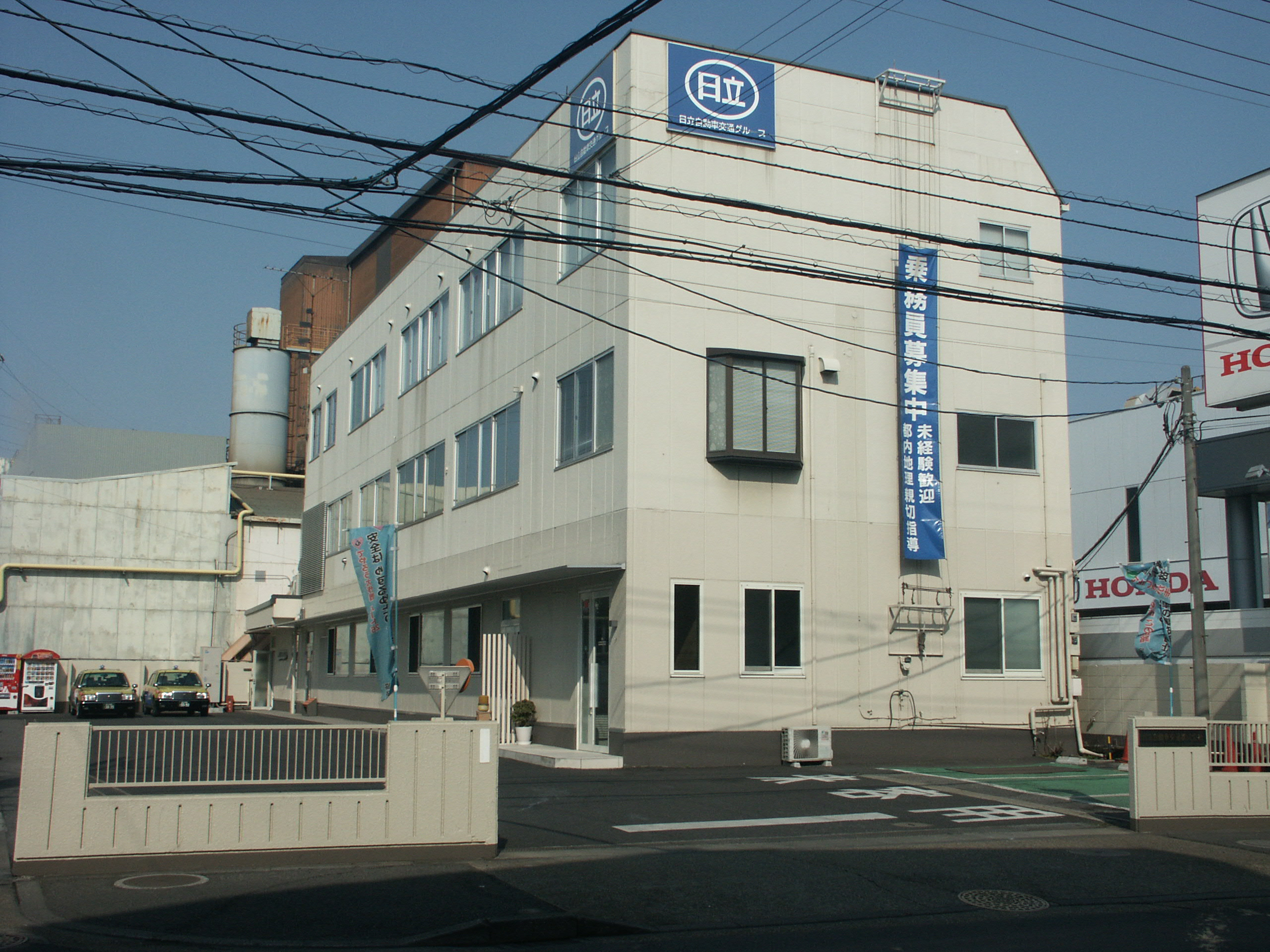
日立自動車交通本社

- 1960年（昭和35年）7月13日 - 会社設立。タクシー13台で事業開始[2]。
- 1990年（平成2年） - 福祉部を発足、福祉タクシー輸送を開始。
- 1993年（平成5年）5月18日 - 千代田区「リフト付福祉タクシー」運行開始。
- 1997年（平成9年）
  - 4月1日 - 千代田区乗合タクシー「風ぐるま」運行受託開始。
  - 葛飾区乗合タクシー「さくら」運行受託開始。
- 1998年（平成10年） - 東京都内で初となる観光タクシー事業を開始[2]。
- 2000年（平成12年） - 足立区コミュニティバス「はるかぜ」（1号：綾瀬駅東口 - 西新井駅東口）運行開始[2]。
- 2003年（平成15年） - タクシー事業を分社化、日立自動車交通第二・日立自動車交通第三が発足。
- 2004年（平成16年）
  - 台東区が東京都交通局に運行委託していた循環バス「めぐりん」を受託。
  - 台東区循環バス「南めぐりん」運行開始。従来のめぐりんを「北めぐりん」と改称。
- 2005年（平成17年） - 葛飾区コミュニティバス「レインボーかつしか」（金町駅南口 - ウェルピアかつしか）運行開始。
- 2006年（平成18年）
  - 台東区循環バス「東西めぐりん」運行開始。
  - 足立区コミュニティバス「はるかぜ（9号：綾瀬駅東口 - 亀有駅南口）」運行開始。
- 2007年（平成19年）
  - 「はるかぜ」「レインボーかつしか」両路線にPASMO導入。
  - 足立区コミュニティバス「はるかぜ（10号：西新井駅西口 - 扇いちょう公園）」運行開始。
  - 文京区コミュニティーバス「Bーぐる」運行開始。
  - 葛飾区コミュニティバス「レインボーかつしか（亀有駅南口 - 綾瀬駅東口）」運行開始。
- 2008年（平成20年）4月27日 - 北区コミュニティバス試験運行開始[7]。
- 2009年（平成21年）
  - 足立区コミュニティバス「はるかぜ（12号：亀有駅南口 - 西新井駅東口）」運行開始
  - 中央区コミュニティバス「江戸バス」運行開始。
- 2010年（平成22年）
  - 4月1日 - 北区コミュニティバスが「Kバス」として本格運行開始[7]。
- 2011年（平成23年）
  - 文京区コミュニティーバス「Bーぐる」の第2路線「目白台・小日向ルート」運行開始。第1路線を「千駄木・駒込ルート」とする。
  - エムシードゥコーによる広告付きバス停留所の整備開始（亀有駅から）。
- 2012年（平成24年）
  - 秋葉01系統「AKIBA with 634」（秋葉原駅 - 東京スカイツリータウン前）運行開始。
  - 「晴海ライナー」（銀座・八重洲線：晴海トリトンスクエア - 晴海トリトンスクエア）運行開始。
- 2013年（平成25年）
  - 秋葉02系統「AKIBA with 634」（浅草雷門前バス停を新設）運行開始。
  - 「晴海ライナー」（銀座・八重洲線：有楽町駅折返し）運行開始。
- 2014年（平成26年）
  - 秋葉03系統（浅草雷門前 - 秋葉原駅中央口折返し）運行開始。「AKIBA with 634」から「AKIBA SHUTTLE」に愛称変更。
- 2016年（平成28年）
  - 1月4日 - 千代田区地域福祉交通「風ぐるま」運行開始[8][9]。従来の乗合タクシーからコミュニティバスへ移行[8][9]。
  - 秋葉01・02・03系統「AKIBA SHUTTLE」運行休止。
- 2019年10月21日 - 小田原機器が新開発したICカード特化型の小型運賃箱を、初の納入先として日立自動車交通へ納入したことを発表[10]。
- 2020年3月18日 - 「はるかぜ」（日立自動車交通担当路線のみ）、「レインボーかつしか」、「晴海ライナー」で、IC定期券「PASMO定期券」「モバイルPASMO」定期券を発売[11]。
- 2024年（令和6年）
  - 3月27日 - 北区コミュニティバス「Kバス」浮間ルートの運行開始。
  - 3月29日 - はるかぜ10号(西51)運行終了。
  - 3月31日 - レインボーかつしかの全路線の運行を休止[2]。

## コミュニティバス受託（現行路線）
日立自動車交通はコミュニティバスを中心として、7種類21路線の乗合バスを運行している。路線の詳細については、各コミュニティバスの記事を参照のこと。

### はるかぜ（足立区コミュニティバス）

#### はるかぜ1号（西新井・綾瀬線）
- 綾01：綾瀬駅東口 - 青井駅 - 栗島住区センター - 足立区役所 - 西新井駅東口
  - 2000年（平成12年）4月1日：日立自動車交通の委託運行であった足立区役所送迎バスを引き継ぎ、綾瀬駅東口 - 西新井駅東口間を貸切代替バス方式により開業。
    - この間も特例で東京都シルバーパスの利用が可能であった。

  - 2002年（平成14年）：一般乗合免許に移行。
  - 2004年（平成16年）7月28日：こども家庭支援センター（東綾瀬区民事務所） - 綾瀬駅東口間を延長。
  - 2005年（平成17年）8月24日：同日の首都圏新都市鉄道つくばエクスプレス線開業に伴い、青井駅乗り入れ開始。
  - 2009年（平成21年）4月18日：夜間の足立区役所行を栗島住区センター行に変更。
  - 2010年（平成22年）2月1日：梅島二丁目停留所移設。
  - 2012年（平成24年）8月1日：はるかぜ第1弾からはるかぜ1号へ名称変更。
  - 2019年（平成31年）：東綾瀬区民事務所が移転・閉鎖となったため、「こども家庭支援センター（東綾瀬区民事務所）」停留所を道路を挟んで向かい側の綾瀬小学校にちなむ名称「綾瀬小学校東」に変更。
  - 2019年（平成31年）3月17日：乗務員の休憩時間確保のため綾瀬駅→綾瀬小学校東の運行本数を削減(回送扱いに変更)[12]
  - 2023年（令和5年）9月14日：乗務員不足により平日も土休日ダイヤにて運行[13]
  - 2025年（令和7年）1月20日 - 綾瀬駅東口ロータリー供用開始に伴って「綾瀬駅東口」停留所を道路上からロータリー内に移設。ルートを変更し全便が綾瀬駅東口発着となり、一部便の始終着だった「綾瀬小学校東」停留所は西新井方面のみの途中停留所化。[14][15]

#### はるかぜ9号（青井・亀有線）
- 綾11：（青井駅 - ）綾瀬駅東口 - 東和病院前 - 亀有駅南口
  - 2006年（平成18年）9月30日：綾瀬駅東口 - 亀有駅南口を足立区コミュニティバス「はるかぜ」第9弾として開業。
  - 2007年（平成19年）9月16日：青井駅 - 綾瀬駅東口を延長。
  - 2008年（平成20年）2月25日：青井駅 - 綾瀬駅東口を、朝の一部と日中の運行に限定する。
  - 2012年（平成24年）8月1日：はるかぜ第9弾からはるかぜ9号へ名称変更。
  - 2023年（令和5年）9月14日：乗務員不足により平日も土休日ダイヤにて運行[13]
  - 2025年（令和7年）1月20日 - 綾瀬駅東口ロータリー供用開始に伴って「綾瀬駅東口」停留所を道路上からロータリー内に移設。綾瀬駅周辺のルートを変更し、青井駅方面は「綾瀬小学校東」停留所を経由するようになる。[14][15]

#### はるかぜ12号（西新井・亀有線）
- 綾12：亀有駅南口 - 東和病院前 - 綾瀬駅東口 - 五反野駅 - 足立区役所 - 西新井駅東口
  - 2009年（平成21年）4月18日：足立区コミュニティバス「はるかぜ」第12弾として開業。
  - 2009年（平成21年）8月26日：都立足立高校前、足立四丁目（西新井駅方面のみ）を停車箇所として追加。
  - 2010年（平成22年）2月1日：梅島二丁目停留所移設。
  - 2012年（平成24年）8月1日：はるかぜ第12弾からはるかぜ12号へ名称変更。
  - 2023年（令和5年）9月14日：乗務員不足により平日も土休日ダイヤにて運行[13]
  - 2025年（令和7年）1月20日 - 綾瀬駅東口ロータリー供用開始に伴って「綾瀬駅東口」停留所を道路上からロータリー内に移設。綾瀬駅周辺のルートを変更し、西新井駅方面は「綾瀬小学校東」停留所を経由するようになる。[14][15]

### めぐりん （台東区循環バス）
- 北めぐりん（浅草回り）：浅草駅 → 橋場一丁目 → 吉原大門 → 三ノ輪駅 → 台東病院 →  浅草駅（循環）
- 北めぐりん（根岸回り）：台東病院 → 三ノ輪駅 → 下谷三丁目 → 鶯谷駅北 → 入谷駅入口 →  台東病院（循環）
  - 2001年（平成13年）6月29日：台東区循環バス「めぐりん」として開業。運行開始時の委託先は東京都交通局で、都営バス南千住営業所が担当していた。
  - 2004年（平成16年）4月24日：日立自動車交通に委託先を変更。同時に「南めぐりん」開業にともない「北めぐりん」に愛称を変更。
- 南めぐりん：上野駅 → 新御徒町駅 → 浅草橋駅北 → 上野駅（循環）
  - 2004年（平成16年）4月24日：「南めぐりん」として開業。
- 東西めぐりん（上野公園・三崎坂往復ルート）：台東区役所 → 上野駅入谷口 → 上野駅公園口 → 寛永寺 → 千駄木駅 → 池之端四丁目 → 京成上野駅 → 台東区役所 → 上野駅入谷口 → 松が谷 → TX浅草駅 → 浅草駅 → 都営浅草駅 → 新御徒町駅 → 台東区役所（循環）
- 東西めぐりん（鶯谷駅経由・日医大回りルート）：台東区役所 → 上野駅入谷口 → 上野駅公園口 → 下谷二丁目（鶯谷駅南） → 上野桜木 → 谷中 → 千駄木駅 → 日本医科大学病院下 → 根津駅 → 池之端四丁目 →  京成上野駅 → 台東区役所 → 上野駅入谷口 → 松が谷 → TX浅草駅 → 浅草駅 → 都営浅草駅 → 新御徒町駅 → 台東区役所（循環）
  - 2006年（平成18年）4月29日：「東西めぐりん」として開業。

### Bーぐる（文京区コミュニティバス）
- 千駄木・駒込ルート：文京シビックセンター（春日駅前） - 白山駅 - 千駄木駅 - 駒込駅 - 千石駅 - 文京シビックセンター（循環）
  - 2007年（平成19年）4月26日：文京区コミュニティバス「Bーぐる」として開業。
  - 2011年（平成23年）12月21日： 目白台・小日向ルート開業にともない「千駄木・駒込ルート」に改称。
- 目白台・小日向ルート：文京シビックセンター（春日駅前） - 江戸川橋駅 - 護国寺駅 - 茗荷谷駅 - 文京シビックセンター（循環）
  - 2011年（平成23年）12月21日：「目白台・小日向ルート」として開業。
- 本郷・湯島ルート：文京シビックセンター（春日駅前） - 御茶ノ水駅 - 新御茶ノ水駅 - 湯島駅 - 文京シビックセンター（循環）
  - 2021年（令和3年）9月30日：「本郷・湯島ルート」として開業。

### Kバス（北区コミュニティバス）
- 王子・駒込ルート：JR王子駅 - 北区役所 - JR駒込駅 - JR王子駅
- 田端循環ルート：JR駒込駅 - JR田端駅 - JR駒込駅
  - 2008年（平成20年）4月27日：「事業持続の調査・検討を行うモデル運行」を目的に、「北区コミュニティバス」として開業。
  - 2010年（平成22年）4月：モデル運行を終了。愛称を「Kバス」として本運行開始。
- 浮間ルート：北赤羽駅浮間口 - 浮間舟渡駅 - 赤羽駅西口 - 北赤羽駅浮間口
  - 2024年（令和6年）3月27日：浮間ルートの運行を開始。[16]。

### 江戸バス（中央区コミュニティバス）
- 北循環：中央区役所 - 八丁堀駅 - 新日本橋駅 - 東京駅八重洲北口 - 小伝馬町駅 - 馬喰横山駅 - 浜町駅（明治座前） - 水天宮前駅 - 中央区役所
- 南循環：中央区役所 - 築地本願寺 - 聖路加国際病院 - 月島スポーツプラザ - 晴海区民館 - 勝どき駅 - 豊海運動公園 - 勝どき駅前 - 聖路加国際病院 - 築地川公園 - 中央区役所
  - 2009年（平成21年）12月1日：中央区コミュニティバスとして開業。
  - 2011年（平成23年）1月8日：ダイヤ改正実施。北循環で一部ルート変更。毎日停車するバス停2箇所、土日祝のみ停車するバス停1箇所を新設。「北循環(27) 新川二丁目」と「南循環(9) マイホーム新川」が無料乗り継ぎできるようになる。
  - 2012年（平成24年）7月14日：ダイヤ改正実施。南循環で一部ルート変更。毎日停車していたバス停2箇所を廃止。平日のみ停車するバス停3箇所、土日祝のみ停車するバス停6箇所を新設。「北循環(2)・南循環(30) 新富二丁目」が無料乗り継ぎできるようになる。

### 風ぐるま（千代田区地域福祉交通）
- 麹町ルート：千代田区役所 - ジロール麹町入口（半蔵門駅） - 麹町出張所 - 四谷駅 - 麹町四丁目 - いきいきプラザ一番町 - 東京家政学院前 - 市ヶ谷駅 - 東京逓信病院 - 地下鉄飯田橋駅東口 - 東京しごとセンター - 千代田区役所
- 富士見・神保町ルート：千代田区役所 - 飯田橋駅前 - 東京逓信病院 - 番町 - いきいきプラザ一番町 - 千代田保健所（九段下駅） - 神保町交差点北 - 障害者福祉センター「えみふる」 - 御茶ノ水駅前 - 水道橋駅前 - 千代田区役所
- 内神田ルート：千代田区役所 - 千代田保健所（九段下駅） - 神保町交差点北 - 障害者福祉センター「えみふる」 - 万世橋出張所 - ワテラス前 - 東日本銀行神田支店 - 岩本町ほほえみプラザ - 神田錦町 - 神保町交番前 - 九段下 - 千代田区役所
- 秋葉原ルート：千代田区役所 - 千代田保健所（九段下駅） - 専大前交差点 - 神田錦町三丁目 - 東日本銀行神田支店 - 岩本町ほほえみプラザ - 和泉公園入口 - 秋葉原駅中央口 - アーツ千代田3331 - 御茶ノ水駅 - 障害者福祉センター「えみふる」 - 九段下 - 千代田区役所
  - 1993年（平成5年）5月18日：「リフト付福祉タクシー」運行開始。使用車両はトヨタ・ハイエース。
  - 1997年（平成9年）4月1日：千代田区地域福祉タクシー「風ぐるま（乗合便）」として開業。
  - 1998年（平成10年）4月1日：リフト付福祉タクシーに愛称「風ぐるま（貸切便）」を設定。乗合タクシーには「乗合便」の名称が付けられる。
  - 2002年（平成14年）6月1日：乗合便に「内神田・富士見便」「駿河台・四谷便」の2ルートを増設。従来の「神田・麹町便」を「秋葉原・麹町便」に改称。
  - 2005年（平成17年）8月24日：秋葉原駅前再開発に伴い、乗合便のルート・時刻を改正。「駿河台・四谷便」を「御茶ノ水・四谷便」に改称。
  - 2007年（平成19年）3月19日：乗合便の運行ルートを改正、「御茶ノ水・四谷便」を「四谷・御茶ノ水便」に改称。
  - 2007年（平成19年）5月7日：千代田区役所本庁舎移転に伴い、停留所を移設。
  - 2010年（平成22年）1月4日：障害者福祉センター「えみふる」開設に伴い、乗合便の運行ルートを改正。従来の「秋葉原・麹町便」は「和泉・麹町便」に、「四谷・御茶ノ水便」は「四谷・あきば便」に名称が変更された[17]。
  - 2010年（平成22年）2月：「駿河台下」停留所を、「和泉・麹町便」と「内神田・富士見便」に新設。
  - 2010年（平成22年）9月21日：千代田保健所の移転、飯田橋保育園の富士見こども園への統合に伴い、乗合便の運行ルートと一部の停留所名称を変更。
  - 2011年（平成23年）1月23日：秋葉原における歩行者天国再開に伴い、「四谷・あきば便」は日曜日に「万世橋」「秋葉原駅西側交通広場」停留所に停車せず、迂回運行を行うこととする。
  - 2015年（平成27年）12月30日：乗合便の運行を終了。
  - 2016年（平成28年）1月4日：千代田区地域福祉交通「風ぐるま」として、上記4路線が運行開始。
  - 2016年（平成28年）11月28日：利用者から寄せられた意見・要望により、地域福祉交通「風ぐるま」の運行ルートを改正し、停留所を増設。
  - 2017年（平成29年）6月5日：運行経路と時刻を改正。障害者福祉センター「えみふる」の施設内に設置されていた転車台が交換され、再度停留所を設置。施設前の道路上に設置していた停留所は「神田駿河台二丁目」に改称。

### さくら（葛飾区乗合タクシー）
- 小菅地区循環：千代田線綾瀬駅 → 東武線小菅駅 → 小菅三丁目 → 千代田線綾瀬駅
  - 1997年（平成9年）11月1日：葛飾区乗合タクシーとして開業。
  - 2007年（平成19年）3月31日：堀切五丁目地区から撤退。

## コミュニティバス受託（廃止路線・運行休止中）

### はるかぜ（足立区コミュニティバス）
- はるかぜ10号：西新井駅西口 - 扇一丁目 - 扇大橋駅 - 高野駅 （西51）
  - 2007年（平成19年）4月14日：足立区コミュニティバス「はるかぜ」第10弾 西新井駅西口 - 扇いちょう公園として開業。
  - 2007年（平成19年）11月9日：西新井大師参道入口、西新井本町二丁目を停車箇所として追加。
  - 2009年（平成21年）4月18日：扇いちょう公園を廃止し、高野駅 - 扇大橋駅経由に経路変更。
  - 2010年（平成22年）4月19日：西新井駅側を循環形態に変更し、第七中学校は始終時間帯を除き、高野駅方面のみの停車とする。
  - 2012年（平成24年）8月1日：はるかぜ第10弾からはるかぜ10号へ名称変更。
  - 2023年（令和5年）9月14日：乗務員不足により平日も土休日ダイヤにて運行[13]
  - 2024年（令和6年）3月29日：運行終了。[18]

### レインボーかつしか （葛飾区コミュニティバス）
- 有71・有72：金町駅南口 - 亀有駅南口 - お花茶屋駅 - ウェルピアかつしか（ウェルピア線）
  - 2005年（平成17年）7月15日：葛飾区コミュニティバスとして金町駅南口 - ウェルピアかつしかが開業。
  - 2021年（令和3年）3月15日：金町駅南口 - 新宿小学校南間が運行休止。
  - 2024年（令和6年）3月31日：運行休止。
- 有73：亀有駅南口 - 亀有四丁目 - 堀切八丁目 - 綾瀬駅東口（西亀有線）
  - 2007年（平成19年）6月15日：葛飾区コミュニティバスとして亀有駅南口 - 綾瀬駅東口が開業。
  - 2024年（令和6年）3月31日：運行休止。
- 有74：亀有駅南口 - 新宿循環（新宿循環）
  - 2019年（平成31年）3月17日：葛飾区コミュニティバスとして亀有駅南口 - 新宿循環が開業。
  - 2024年（令和6年）3月31日：運行休止。

## 乗合バス路線（現行路線）

### 晴海ライナー

#### 運行系統

##### 銀座・八重洲線
- TYO-01系統：晴海トリトンスクエア→晴海三丁目→東銀座駅→有楽町駅→東京駅八重洲北口→日本橋髙島屋→晴海トリトンスクエア（これ以遠は降車のみ）→晴海二丁目
  - 戻りの晴海トリトンスクエアの時点で車内に乗客の無い場合、以後は営業運行を打ち切り回送となることがある（時刻表に記載あり）。
- TYO-03系統：晴海トリトンスクエア→晴海三丁目→東銀座駅→有楽町駅→東京駅八重洲北口→日本橋高島屋→晴海トリトンスクエア
- 有楽14系統：晴海トリトンスクエア→晴海三丁目→東銀座駅→有楽町駅→（直行）→晴海トリトンスクエア

#### 路線沿革
- 2012年（平成24年）10月13日:銀座・八重洲線が運行開始[19]。
- 2023年（令和5年）5月21日：BYD社製大型電気バス「K8」を運行開始[20]。

#### 料金
料金は一律210円（小児110円）で、PASMOやSuicaなど相互利用可能な交通系ICカードも利用可能である（ICカード運賃は大人206円、子供103円）。また、バス特典サービスにも対応している。
- 回数券（11枚綴）:大人用2,100円・小児用1,100円
- 一日乗車券:大人券500円・小児券250円
- 往復乗車券:400円（※大人券のみ）
  - 回数券・一日乗車券・往復乗車券は車内で発売
- 定期券:通勤1ヶ月9,000円 3ヶ月25,650円・通学1ヶ月7,200円 3ヶ月20,520円（※各種定期券とも障害者割引あり）
  - 定期券は晴海トリトンスクエア3F サミット・エアー・サービスにて発売（平日・土曜日 11:00〜19:00）

#### 車両
- 日野・ブルーリボンII、日野・ブルーリボンハイブリッド、BYD・K8、トヨタ・SORAで運行されている。

## 乗合バス路線（運行休止中）

### 秋葉01・02・03系統 (AKIBA SHUTTLE)

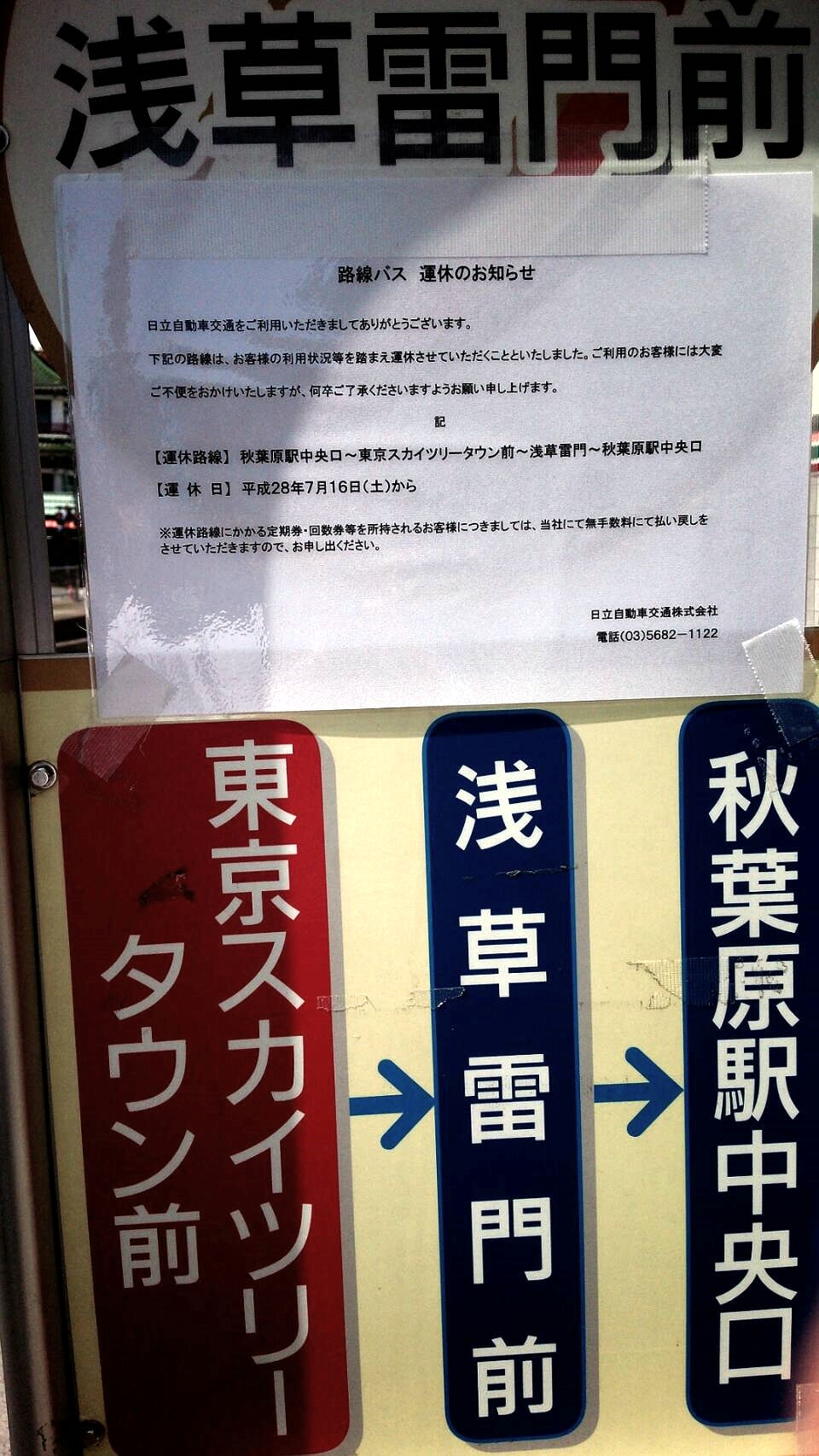
浅草雷門前にて

#### 運行系統
- 秋葉01系統：秋葉原駅中央口 - (直行) - 東京スカイツリータウン前(浅草通り) - 秋葉原駅中央口
- 秋葉02系統：秋葉原駅中央口 - (直行) - 東京スカイツリータウン前(浅草通り) - 浅草雷門前 - 秋葉原駅中央口
- 秋葉03系統：秋葉原駅中央口 - (直行) - 浅草雷門前 - 秋葉原駅中央口

#### 路線沿革
- 2012年（平成24年）5月28日：東京スカイツリータウン前行直行バス「AKIBA with 634」として開業。
- 2013年（平成25年）8月1日：浅草雷門前バス停を新設（復路のみ、東西めぐりん「雷門前」に併設）。
- 2014年（平成26年）6月14日：秋葉原駅中央口発、浅草雷門前行（直行）を新設。「AKIBA SHUTTLE」に名称変更。
- 2016年（平成28年）7月16日：路線休止[23]。

#### 料金
料金は一律210円（小児110円）で、PASMOやSuicaなど相互利用可能な交通系ICカードも利用可能である（ICカード運賃は大人206円、子供103円）。また、バス特典サービスにも対応している。
- 回数券:11枚つづり子供用が1冊1,100円、大人用が一冊2,100円で発売
- 一日乗車券:子供用が250円、大人用が500円で発売

#### 車両

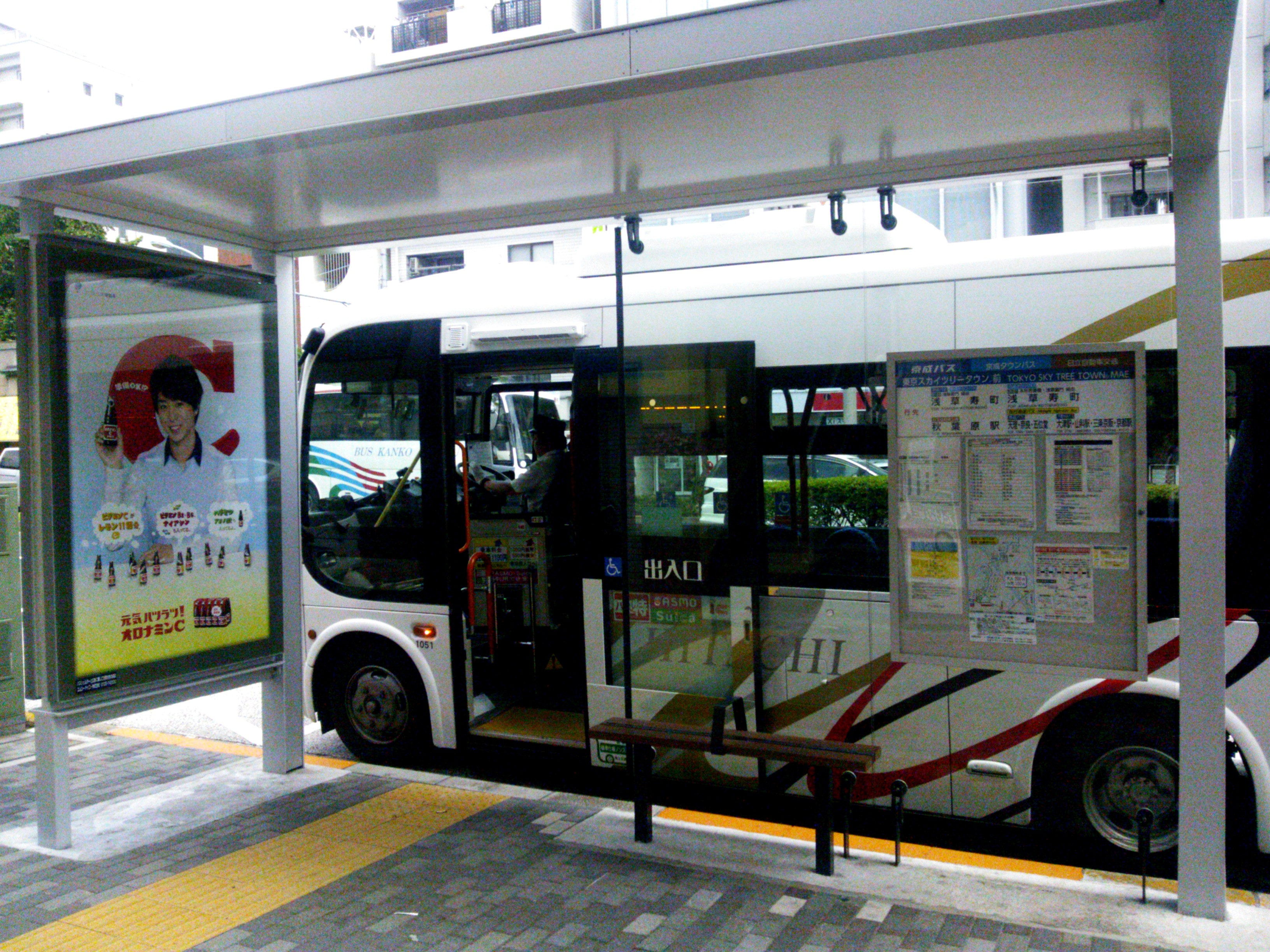
AKIBA SHUTTLEと広告付きバス停

開業当時は大型ノンステップバス(三菱ふそう・エアロスター)が導入されたが、その後、小型ノンステップバスの日野・ポンチョ（1ドアショートボディ）に変更された。2ドアロングタイプで運行されることもある。
一部の車両には、今戸神社で祈祷された恋愛祈願のハート形の吊り革が設置されている。

## 特定輸送

### アクラス送迎バス
2010年（平成22年）春に完成した東京都江戸川区平井7丁目の大規模分譲マンション「アクラス」と、最寄り駅の平井駅を結ぶ特定輸送である。マンション入居者専用の送迎バスで、一般の利用はできない。
通常はアクラス専用車両（アクラス管理）が使用されるが、車検などの際は中型の貸切車両を使用している。運行開始当初も中型の貸切車両が使用されていた。

## 車両
現在、乗合バスでは日野自動車、三菱ふそうトラック・バスの車両を使用しているほか、2019年冬よりトヨタ自動車製のSORAが導入された。2023年5月には、比亜迪汽車製のBYD・K8も2台が導入されている。貸切にはいすゞ自動車製もあるほか、トヨタ自動車製の乗合タクシーも保有する。車両の導入時期により塗装が異なる。（旧塗装は金・赤・黒の直線であるが、新塗装は金・赤・黒・グレーの輪になっている）
「はるかぜ」「レインボーかつしか」では同社一般塗装の車両を使用しており、その他の路線はそれぞれの専用デザインで運行している。
特に「めぐりん」については車外装・内装共に個性があり、路線により塗装が異なる。ヘッドライト周辺と屋根が改造されたファンタスティックバスとなっている。

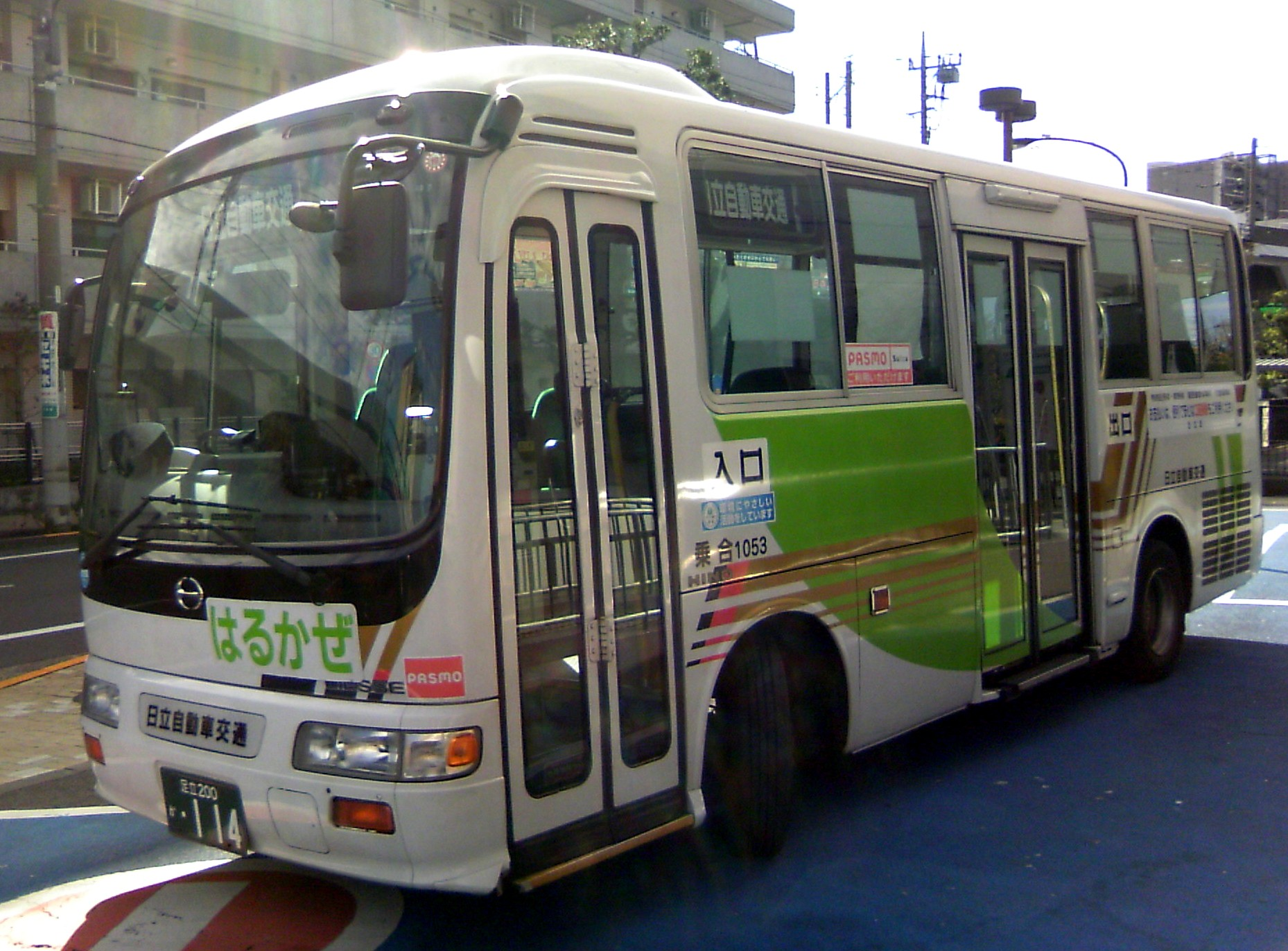
日野・リエッセ 一般塗装車
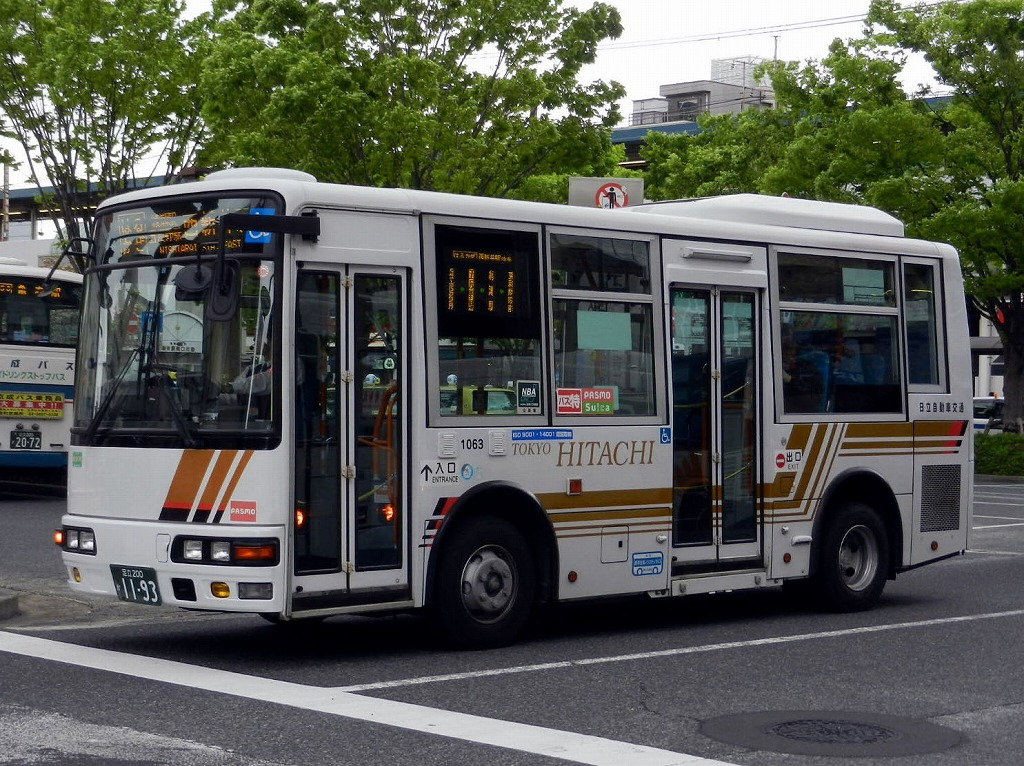
三菱・エアロミディME 一般塗装車
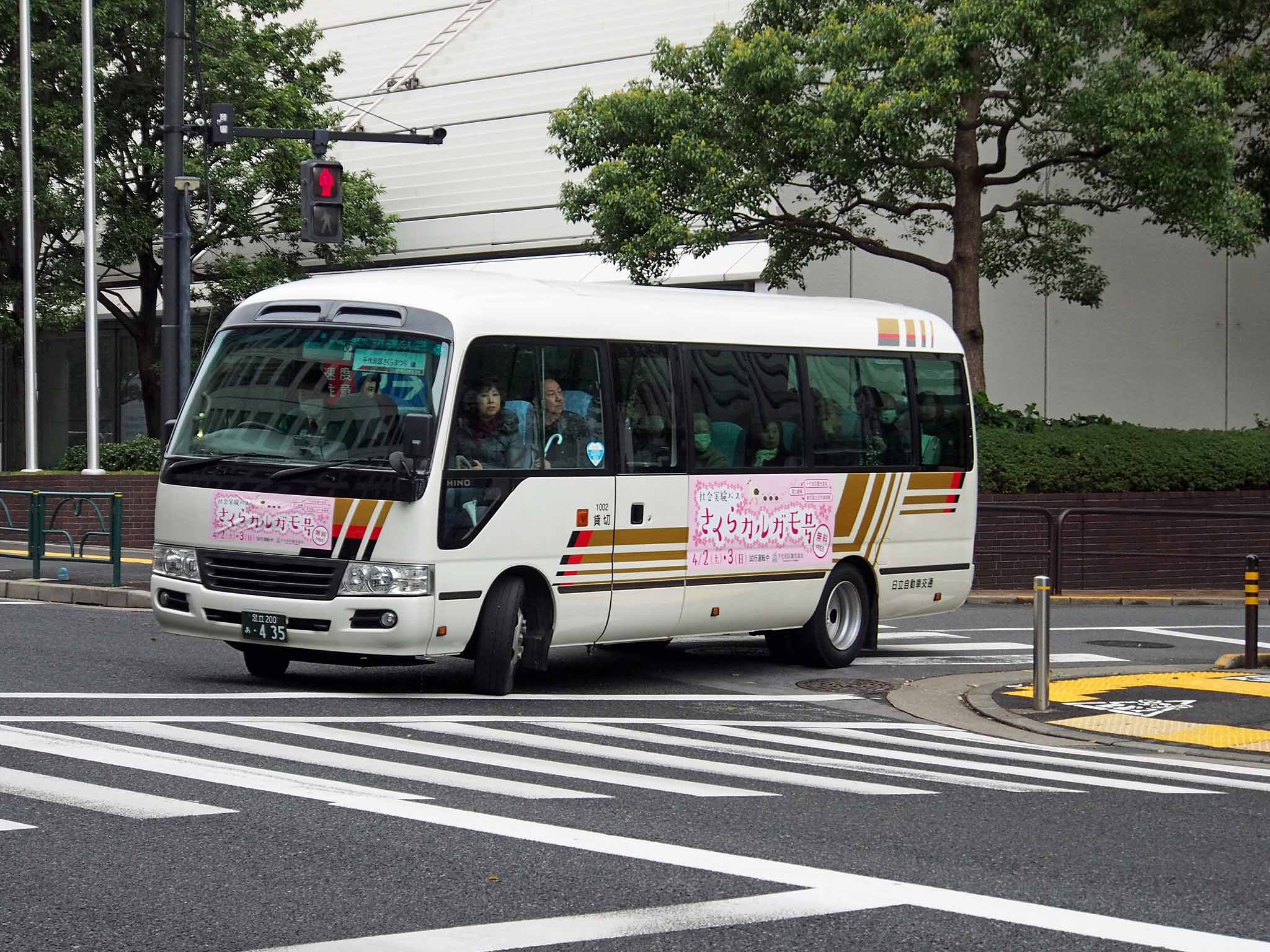
日野・リエッセII 一般塗装車
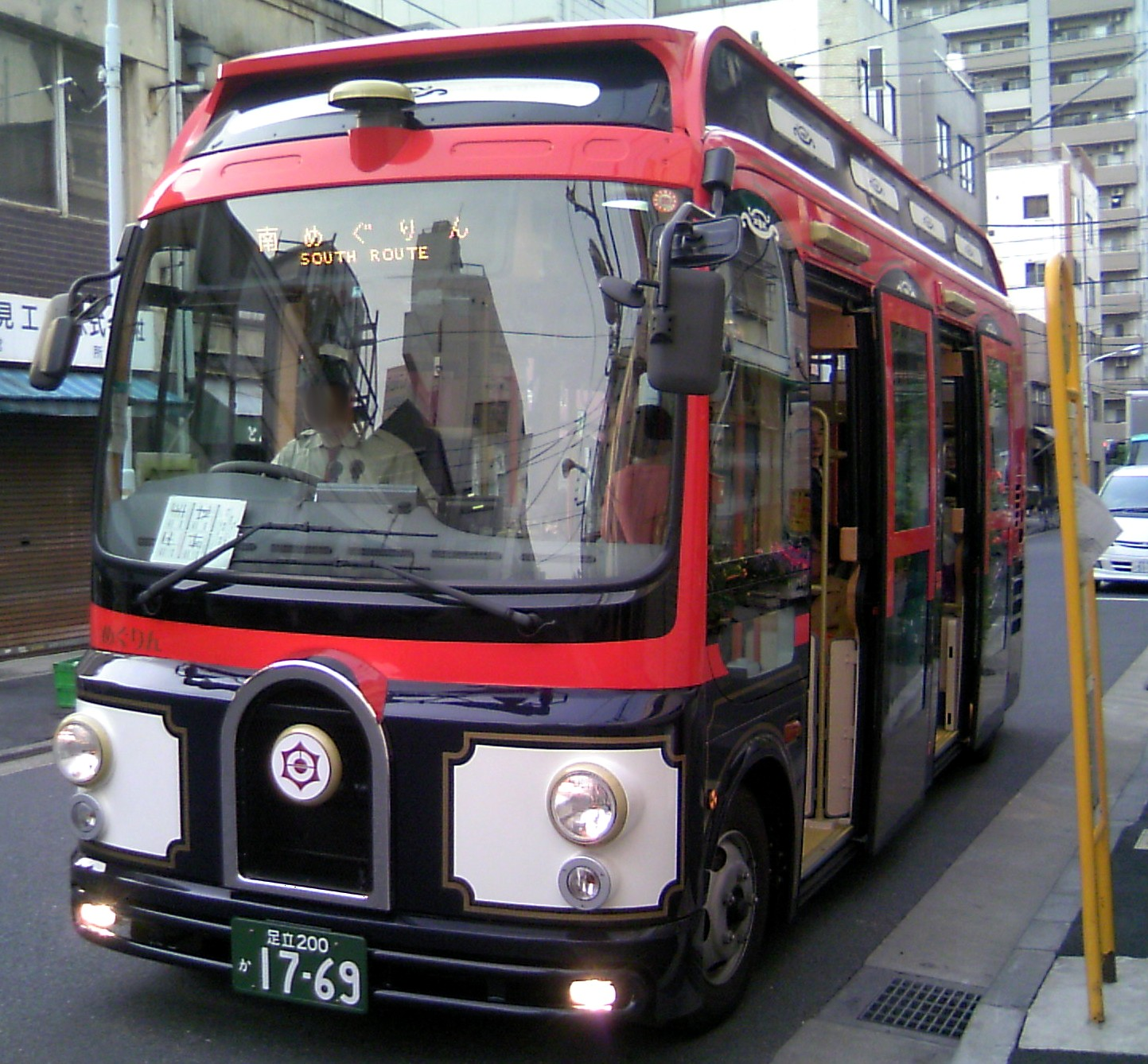
日野・ポンチョ（ロング） めぐりん
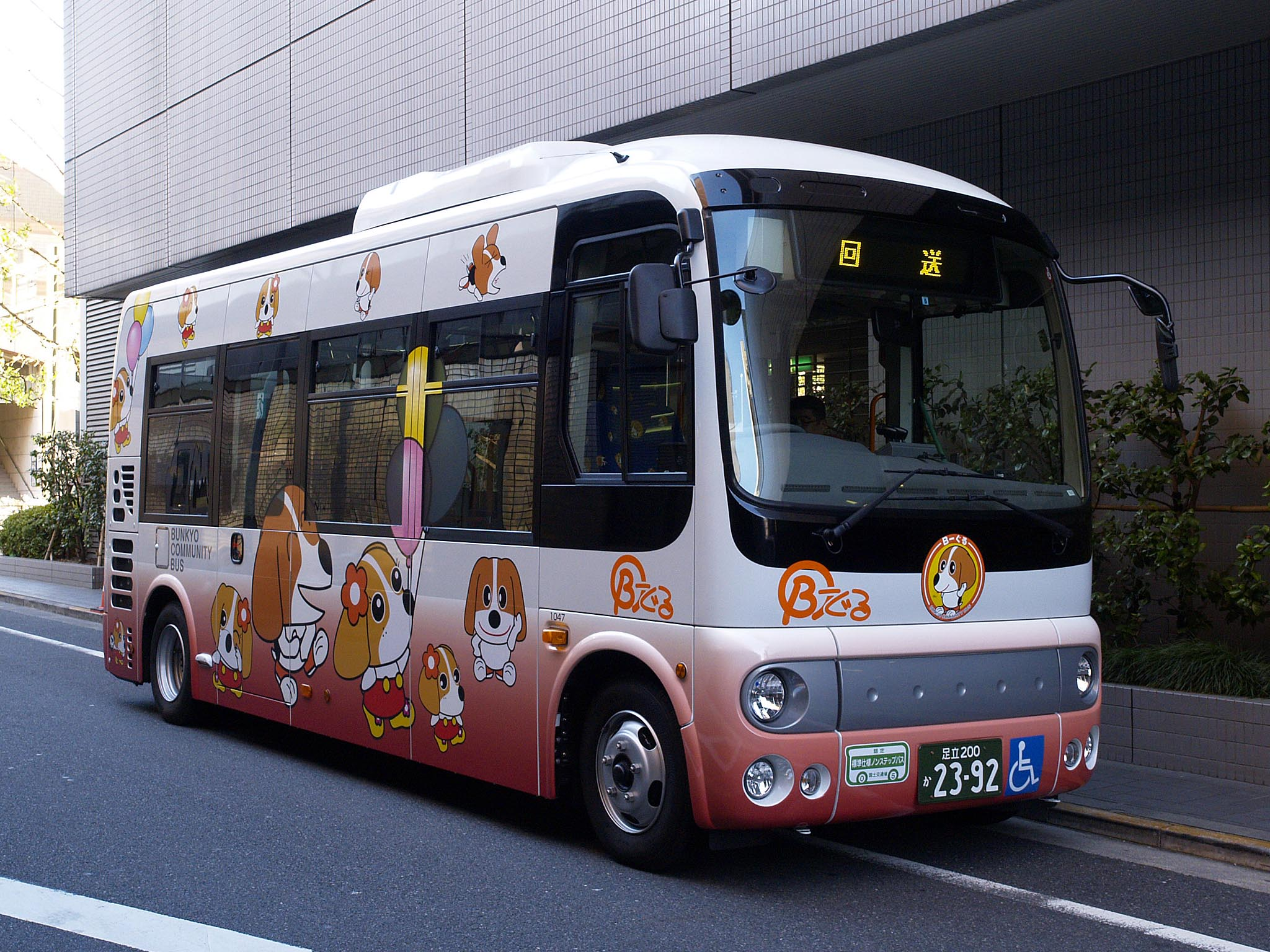
日野・ポンチョ（ロング） Bーぐる
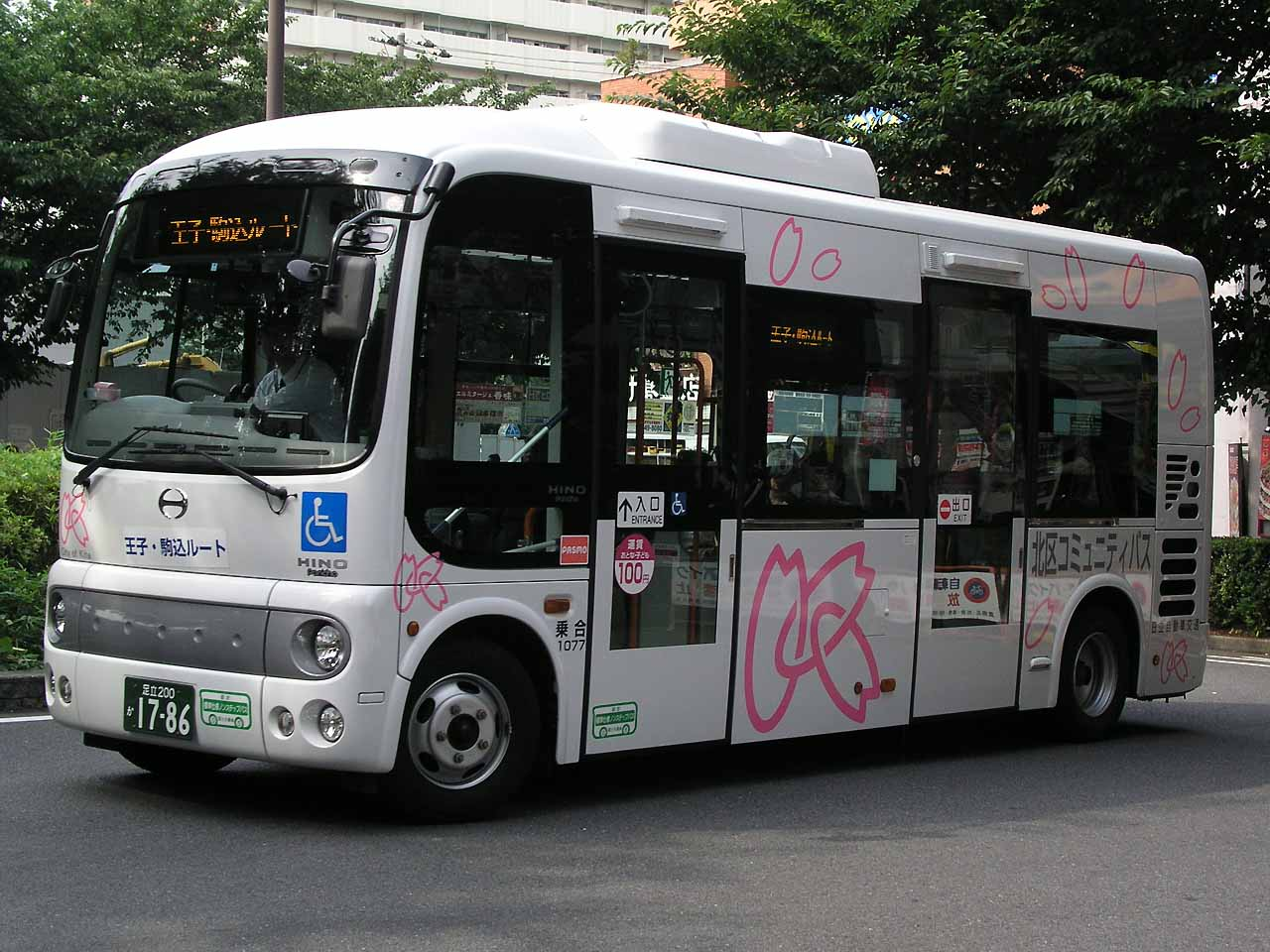
日野・ポンチョ（ロング） Kバス
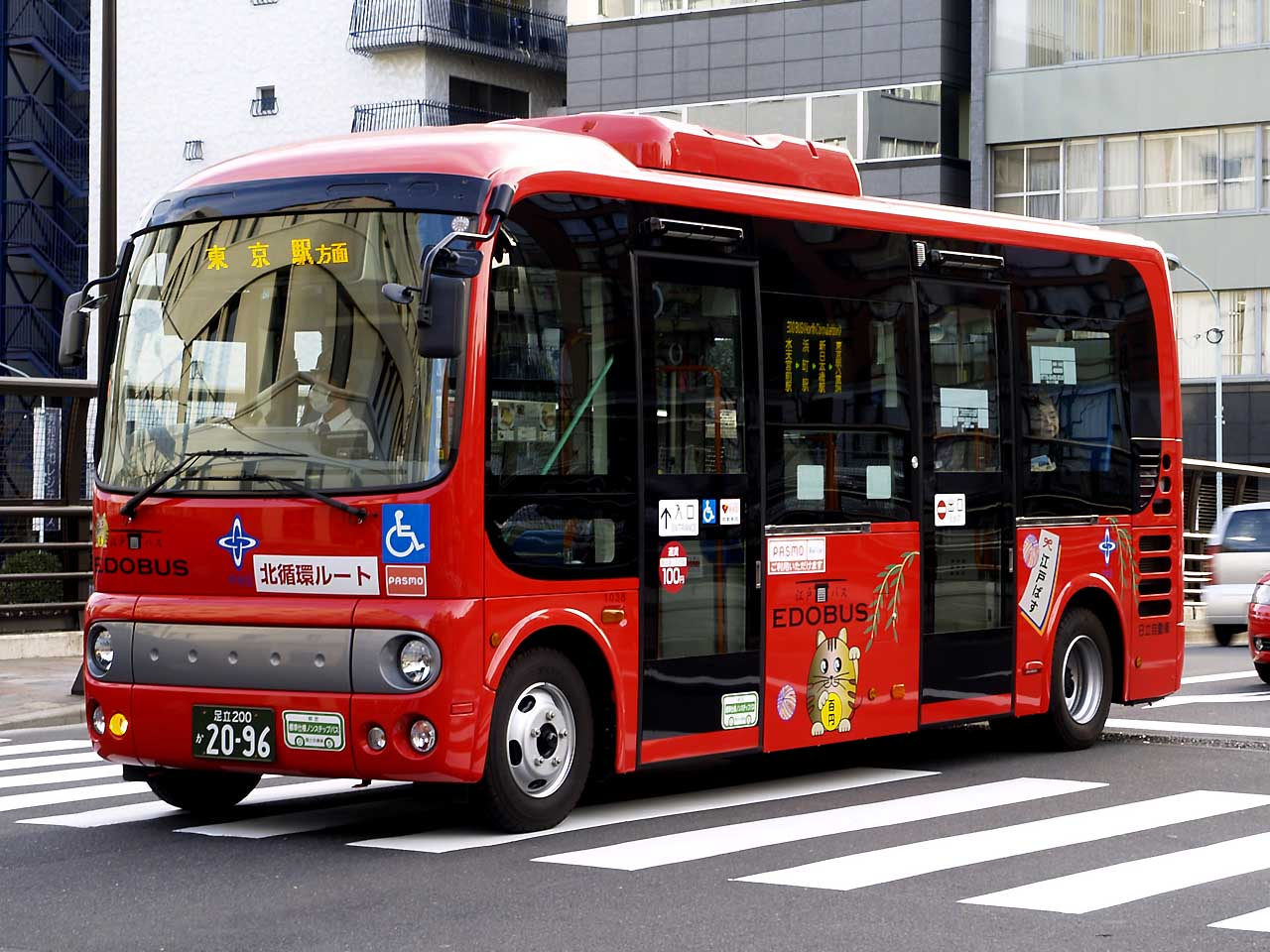
日野・ポンチョ（ロング） 江戸バス
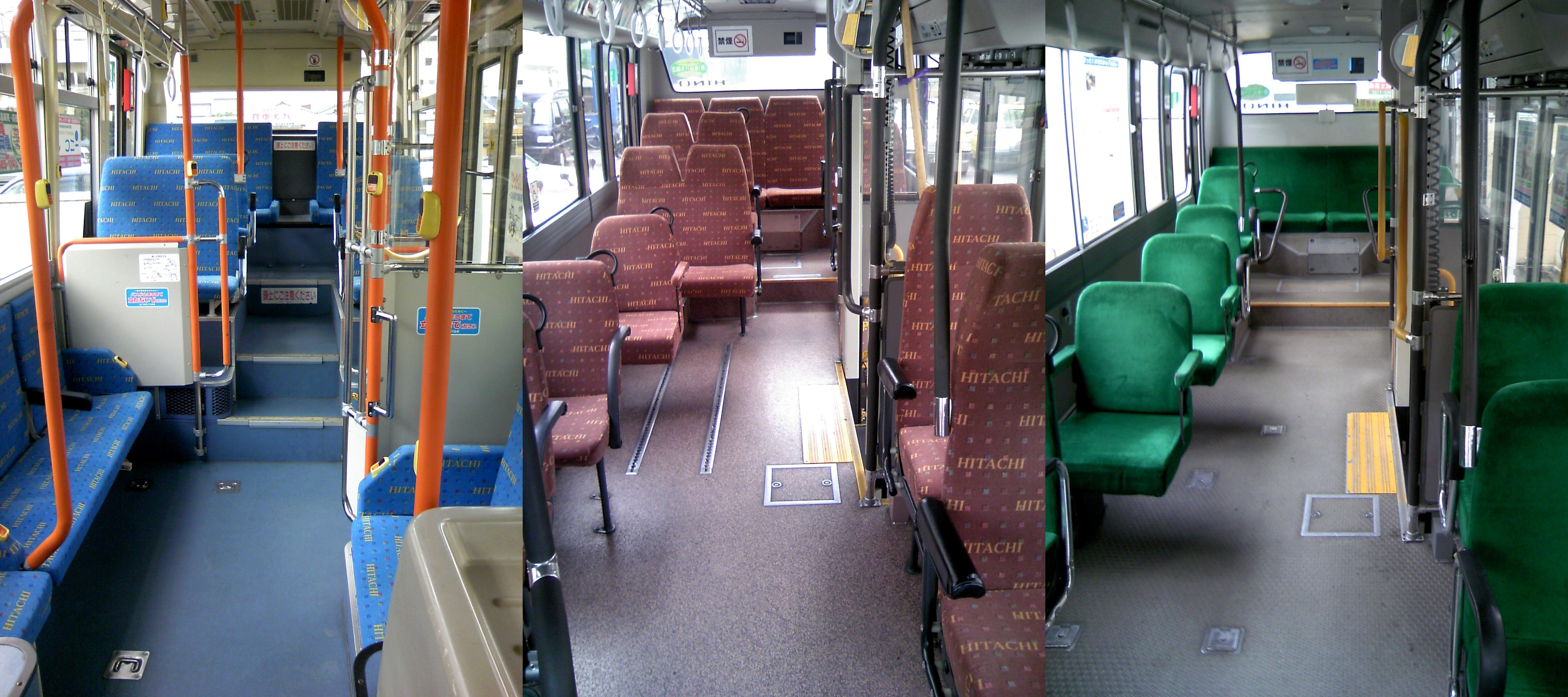
エアロミディME（左）・ リエッセ （中・右）車内
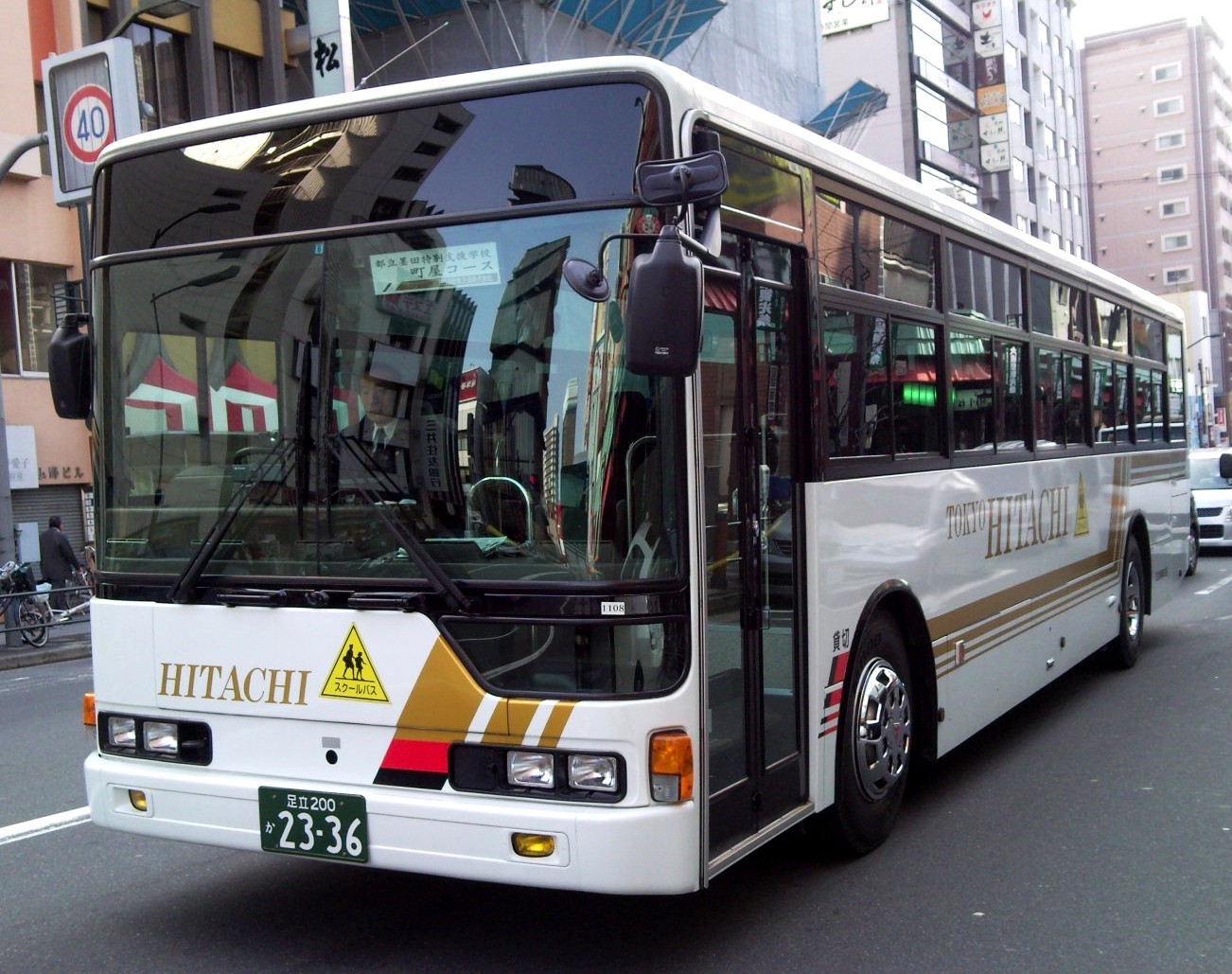
養護学校スクールバス （三菱・エアロスター）
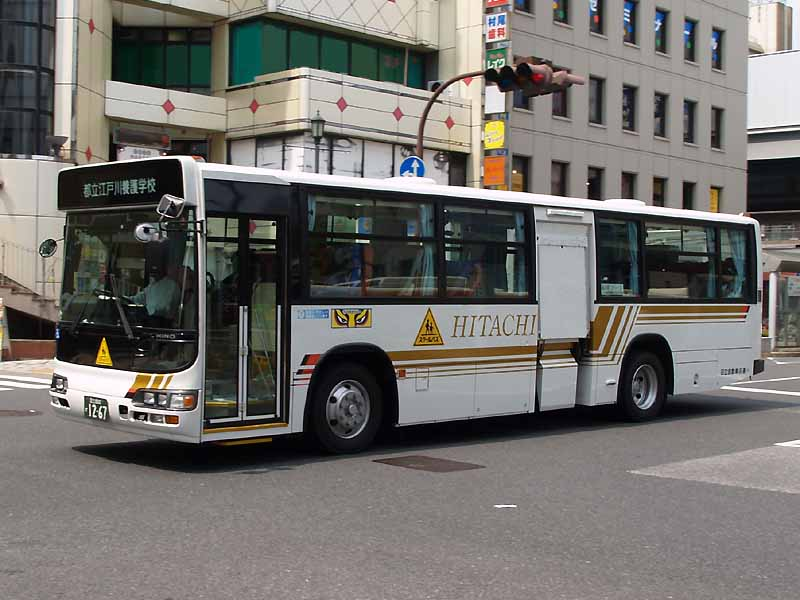
養護学校スクールバス （日野・ブルーリボンシティ）
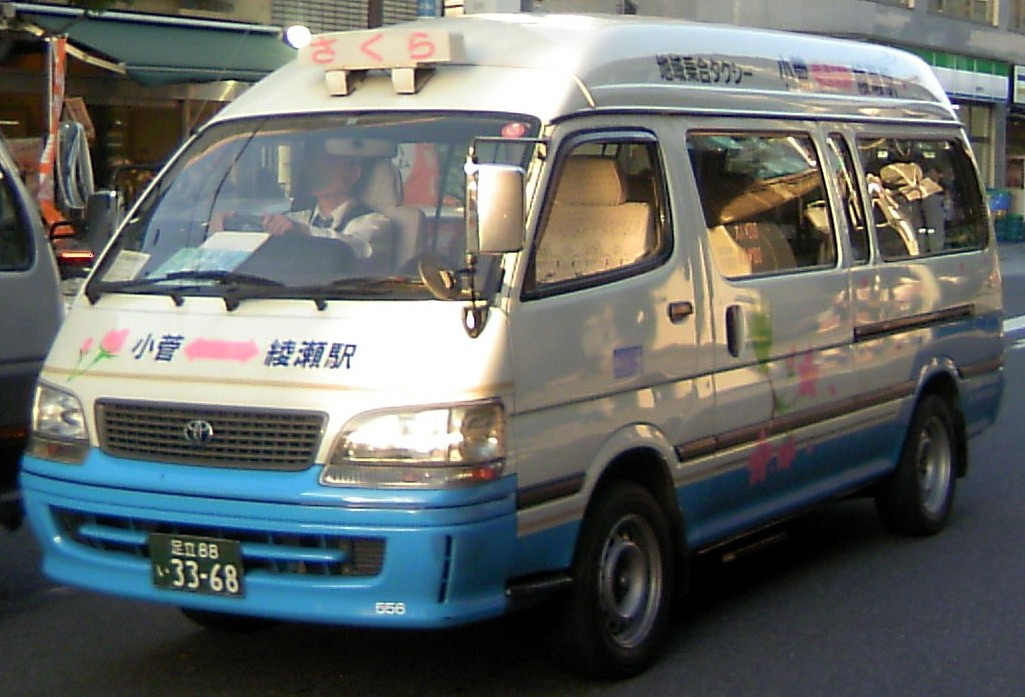
トヨタ・ハイエース（H100系）　乗合タクシー さくら
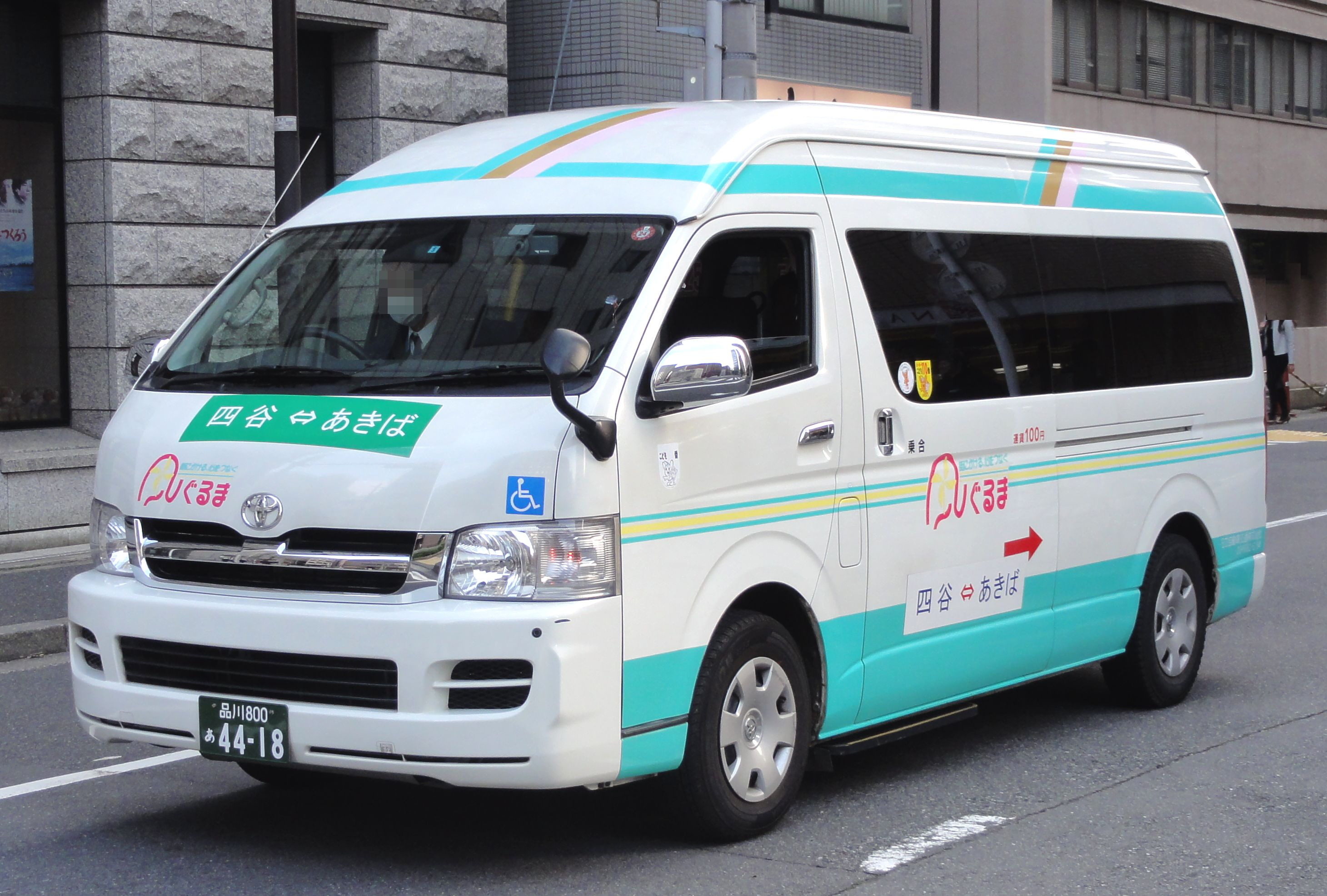
トヨタ・ハイエース　乗合タクシー 風ぐるま
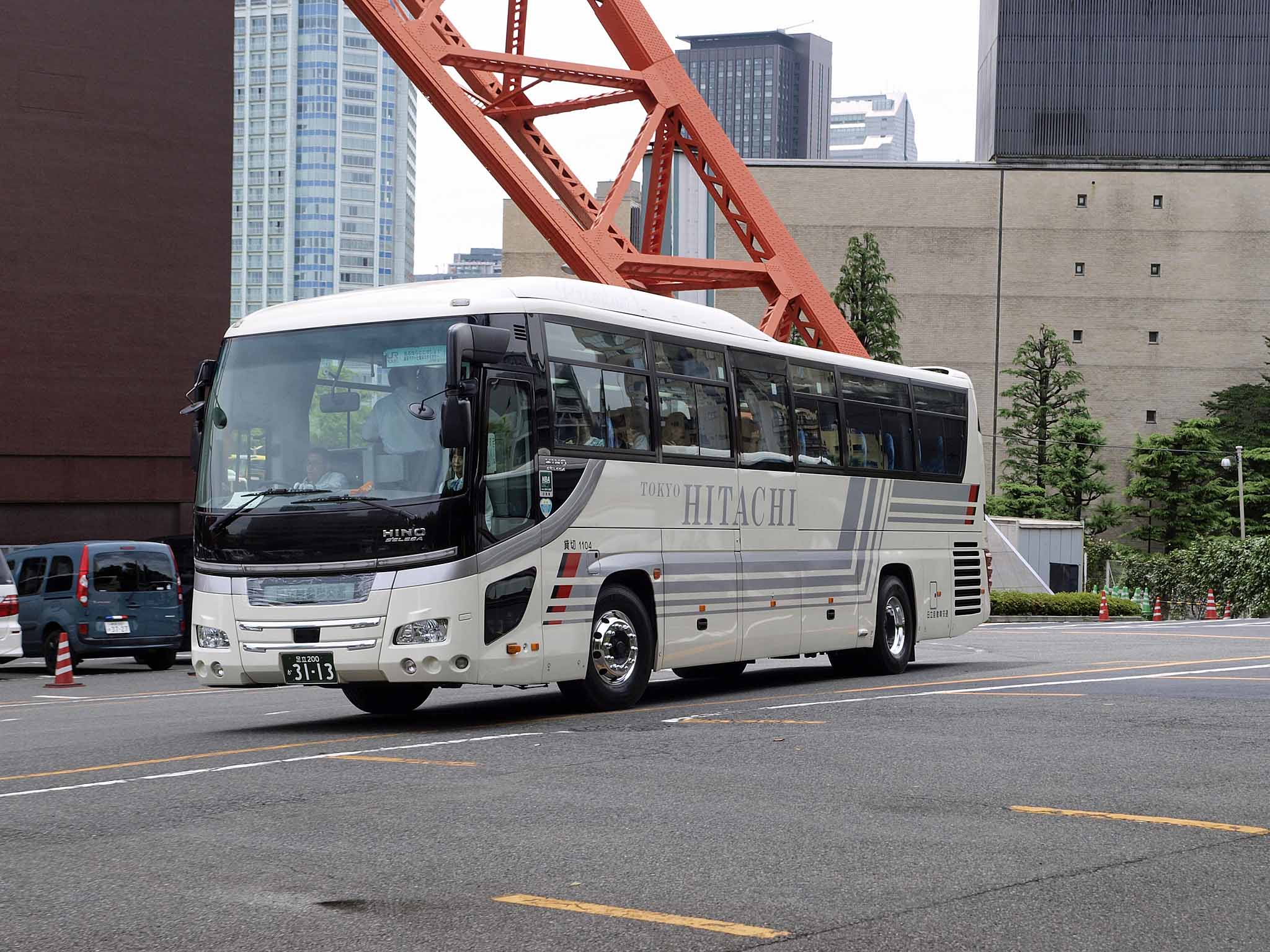
日野・セレガ リフト付き貸切バス

### コミュニティバス
- はるかぜ (コミュニティバス)
- めぐりん (台東区)
- レインボーかつしか
- Bーぐる
- 風ぐるま (千代田区)
- さくら (葛飾区)
- 北区コミュニティバス
- 中央区コミュニティバス